# Lamponega
Lamponega es un género de arañas araneomorfas de la familia Lamponidae. Se encuentra en Australia. 

## Lista de especies
Según The World Spider Catalog 12.0:
- Lamponega arcoona Platnick, 2000
- Lamponega forceps Platnick, 2000
- Lamponega serpentine Platnick, 2000